# Trinidad e Tobago nos Jogos Olímpicos de Verão de 2012
Trinidad e Tobago competiu nos Jogos Olímpicos de Verão de 2012, que aconteceram na cidade de Londres, no Reino Unido, de 27 de julho até 12 de agosto de 2012.

## Desempenho

### Atletismo
Masculino
| Atleta           | Evento | Preliminar | Preliminar | Quartas-de-final | Quartas-de-final | Semifinal | Semifinal | Final       | Final       |
| Atleta           | Evento | Marca      | Posição    | Marca            | Posição          | Marca     | Posição   | Marca       | Posição     |
| ---------------- | ------ | ---------- | ---------- | ---------------- | ---------------- | --------- | --------- | ----------- | ----------- |
| Richard Thompson | 100 m  | BYE        | BYE        | 10s14 Q          | 2º/bat. 1        | 10s02 q   | 3º/bat. 2 | 9s98        | 7º          |
| Keston Bledman   | 100 m  | BYE        | BYE        | 10s13 Q          | 3º/bat. 7        | 10s04     | 4º/bat. 1 | Não avançou | Não avançou |
| Rondel Sorrillo  | 100 m  | BYE        | BYE        | 10s23 Q          | 3º/bat. 2        | 10s31     | 7º/ bat.3 | Não avançou | Não avançou |

### Natação
Masculino
| Atletas       | Evento     | Eliminatórias | Eliminatórias | Semifinal | Semifinal | Final | Final   |
| Atletas       | Evento     | Tempo         | Posição       | Tempo     | Posição   | Tempo | Posição |
| ------------- | ---------- | ------------- | ------------- | --------- | --------- | ----- | ------- |
| George Bovell | 50 m livre | 21s77         | 1º Q          | 21s77     | 5º Q      | 21s82 | 7º      |

### Tiro
Masculino
| Atleta       | Evento                | Qualificação | Qualificação | Final       | Final       | Posição |
| Atleta       | Evento                | Placar       | Posição      | Placar      | Total       | Posição |
| ------------ | --------------------- | ------------ | ------------ | ----------- | ----------- | ------- |
| Roger Daniel | Pistola de ar de 10 m | 568          | 36º          | Não avançou | Não avançou | 36º     |
| Roger Daniel | Pistola livre 50 m    | 539          | 35º          | Não avançou | Não avançou | 35º     |